# Ergolea
Genre
Le genre Ergolea regroupe des lépidoptères (papillons) de la famille des Lasiocampidae.

## Liste des espèces
- Ergolea geyri Rothschild, 1916.
- Ergolea reneae Dumont, 1922.